# 島村菜津
島村 菜津（しまむら なつ、1963年5月5日-　）は日本のノンフィクション作家。日本におけるスローフード運動の先駆け。

## 略歴・人物
長崎県生まれ、福岡県育ち。福岡県立福岡高等学校、東京藝術大学美術学部芸術学科卒業。イタリア美術史を専攻。
大学在学中にはイタリア美術史を専攻。卒業後にイタリアに留学し、以後現地での数年間にわたる取材をもとにした著書「スローフードな人生！－イタリアの食卓から始まる」を刊行。
同書は日本で当時ほとんど知られていなかったスローフードを紹介したものであり、以後日本でスローフードが広く知られるようになった。
スローフードとちぎ協会会員。

## 受賞歴
- 『エクソシストとの対話』- 21世紀国際ノンフィクション大賞(現小学館ノンフィクション大賞)優秀賞

## 著作
- 『エクソシストとの対話』小学館、1999　講談社文庫　2012年
- 『スローフードな人生！－イタリアの食卓から始まる』新潮社　2000　のち文庫
- 『イタリアの魔力 怪奇と幻想の「イタリア紀行」』同朋舎 2001
- 『スローフードな日本！』新潮社　2006年　のち文庫
- 『バール、コーヒー、イタリア人 グローバル化もなんのその』光文社新書 2007
- 『スローフードな食卓を! 安全で旬の味を子どもたちに』ちいさいなかま社 2008
- 『スローな未来へ 「小さな町づくり」が暮らしを変える』小学館 2009
- 『エクソシスト急募 なぜ現代人が「悪魔祓い」を求めるのか?』メディアファクトリー新書 2010
- 『生きる場所のつくりかた 新得・共働学舎の挑戦』家の光協会 2013
- 『スローシティ 世界の均質化と闘うイタリアの小さな町』光文社新書 2013
- 『シチリアの奇跡』新潮新書 2022
- 『世界中から人が押し寄せる小さな村～新時代の観光の哲学』光文社 2023

### 共著
- 『フィレンツェ連続殺人』マリオ・スペッツィ共著　新潮社　1994
- 『10人の聖なる人々』引間徹,三浦暁子,高林杳子共著 学習研究社 2000
- 『バロック・アナトミア フィレンツェ"ラ・スペコラ"博物館の解剖学蝋人形 佐藤明写真集』トレヴィル共企画編集 エディシオン・トレヴィル 2005
- 『そろそろスローフード 今、何をどう食べるのか?』辻信一共著 大月書店 ゆっくりノートブック 2008
- 『ジョージアのクヴェヴリワインと食文化 母なる大地が育てる世界最古のワイン伝統製法』合田泰子,北嶋裕共著,塚原正章監修. 誠文堂新光社, 2017.4